# SuperLiga (2012)
SuperLiga (2012) (od nazwy głównego sponsora SuperLiga CEC Bank) – druga edycja zreformowanej najwyższej klasy rozgrywkowej w rugby union w Rumunii, a jednocześnie dziewięćdziesiąte szóste mistrzostwa kraju. Zawody odbywały się w dniach 7 kwietnia – 7 października 2012 roku, a tytułu broniła drużyna CSM Universitatea Baia Mare. Również w tym sezonie znalazła się w finale, ulegając jednak w decydującym meczu zespołowi RCM Timișoara.
Według pierwotnych założeń w tej edycji SuperLigi wziąć miało udział sześć czołowych zespołów poprzedniej edycji oraz dwie najlepsze z drugiej klasy rozgrywkowej, jednak z powodów finansowych drużyna Știința Petroșani nie została dopuszczona do rozgrywek, wobec czego utrzymała się w nich przedostatnia w 2011 roku CS Universitatea Cluj-Napoca.
Sędziowie półfinałów oraz finału zostali wyznaczeni przez FRR spośród francuskich arbitrów. W finale po raz czwarty z rzędu zagrała drużyna obrońców tytułu, CSM Universitatea Baia Mare, której przeciwnikiem był ówczesny posiadacz Pucharu Rumunii, zespół RCM Timișoara. Po zgodnym z zapowiedziami wyrównanym pojedynku triumfował zespół z Timișoary, dla którego był to pierwszy tytuł od 1972 roku, a drugi w historii klubu. Brązowy medal mistrzostw kraju zdobyła stołeczna Steaua po zwycięstwie nad RCJ Farul Constanța, piąte miejsce zajęła zaś drużyna CSM Bukareszt pokonując Dinamo.
Relegowana została najsłabsza w elicie drużyna CS Poli Agro Iași, którą w 2013 roku zastąpi triumfator Divizia Națională – CSO Pantelimon. Zespół Știința Petroșani, który zajął drugie miejsce w Divizia Națională, nie został dopuszczony do barażu z powodu niespełniania wymogów licencyjnych, co oznaczało, że zdobywca siódmej lokaty w SuperLidze, CS Universitatea Cluj-Napoca, pozostał w najwyższej klasie rozgrywek.
Oficjalnym partnerem medialnym SuperLigi była stacja GSP TV.
Najwięcej punktów w rozgrywkach (199) zdobył obrońca Steauy, Florin Vlaicu, który za swój wyczyn otrzymał nagrodę w postaci tygodniowej wycieczki dla dwóch osób.

## System rozgrywek
W maju 2010 roku Federațiă Română de Rugby ogłosiła nowy system rozgrywek. Jego wprowadzenie, związane ze zmniejszeniem liczby uczestniczących drużyn z dwunastu do ośmiu, argumentowane było chęcią podniesienia jakości rumuńskiego rugby.
Rozgrywki ligowe, według zasad obowiązujących w latach 2012–2014, prowadzone były w pierwszej fazie systemem kołowym według modelu dwurundowego w okresie wiosna-jesień. Po jej zakończeniu drużyny zostały rozdzielone na dwie czterozespołowe grupy, w ramach których rozegrały między sobą mecze systemem kołowym, bez uwzględniania punktów zdobytych w pierwszej fazie rozgrywek: czołowe cztery drużyny rywalizowały o rozstawienie przed spotkaniami o mistrzostwo kraju (play-off), natomiast zespoły z dolnej połowy tabeli o utrzymanie w najwyższej klasie rozgrywkowej (play-out). Następnie odbyła się właściwa faza pucharowa. Półfinały, zarówno play-off, jak i play-out rozgrywane były na stadionie drużyny, która po rundzie zasadniczej była wyżej sklasyfikowana, mecze o poszczególne pozycje natomiast odbyły się w ciągu dwóch dni na stadionie Arcul de Triumf w Bukareszcie. Do drugiej klasy rozgrywkowej bezpośrednio spadła ósma drużyna zawodów, natomiast siódma miała rozegrać baraż o utrzymanie z zespołem z drugiego miejsca tej edycji Divizia Națională.

## Drużyny
| Klub                         | Miasto      | 2011  |
| ---------------------------- | ----------- | ----- |
| CSM Universitatea Baia Mare  | Baia Mare   | 1.    |
| Steaua Bukareszt             | Bukareszt   | 2.    |
| RCM Timișoara                | Timișoara   | 3.    |
| RCJ Farul Constanța          | Konstanca   | 4.    |
| Dinamo Bukareszt             | Bukareszt   | 5.    |
| CSM Bukareszt                | Bukareszt   | 6.    |
| CS Universitatea Cluj-Napoca | Kluż-Napoka | 7.    |
| CS Poli Agro Iași            | Jassy       | awans |

## Pierwsza faza
| 7 kwietnia 201211:00 | CSM Bukareszt | 7:48 | RCM Timișoara | Stadionul Olimpia, Bukareszt |
| 7 kwietnia 201211:00 |               | 7:48 |               | Stadionul Olimpia, Bukareszt |

| 7 kwietnia 201215:00 | CS Poli Agro Iași | 20:54 | Steaua Bukareszt | Stadionul Tepro, Jassy |
| 7 kwietnia 201215:00 |                   | 20:54 |                  | Stadionul Tepro, Jassy |

| 8 kwietnia 201211:00 | CS Universitatea Cluj-Napoca | 12:54 | CSM Universitatea Baia Mare | Parcul Sportiv Iuliu Hațieganu, Kluż-Napoka |
| 8 kwietnia 201211:00 |                              | 12:54 |                             | Parcul Sportiv Iuliu Hațieganu, Kluż-Napoka |

| 8 kwietnia 201215:00 | Dinamo Bukareszt | 25:27 | RCJ Farul Constanța | Stadionul Florea Dumitrache, Bukareszt |
| 8 kwietnia 201215:00 |                  | 25:27 |                     | Stadionul Florea Dumitrache, Bukareszt |

| 13 kwietnia 201210:00 | CS Universitatea Cluj-Napoca | 25:29 | RCJ Farul Constanța | Parcul Sportiv Iuliu Hațieganu, Kluż-Napoka |
| 13 kwietnia 201210:00 |                              | 25:29 |                     | Parcul Sportiv Iuliu Hațieganu, Kluż-Napoka |

| 13 kwietnia 201213:00 | RCM Timișoara | 29:5 | Dinamo Bukareszt | Stadionul Gheorghe Rășcanu, Timișoara |
| 13 kwietnia 201213:00 |               | 29:5 |                  | Stadionul Gheorghe Rășcanu, Timișoara |

| 13 kwietnia 201217:00 | CSM Universitatea Baia Mare | 49:7 | CS Poli Agro Iași | Stadionul Phoenix, Baia Mare |
| 13 kwietnia 201217:00 |                             | 49:7 |                   | Stadionul Phoenix, Baia Mare |

| 14 kwietnia 201215:00 | Steaua Bukareszt | 36:19 | CSM Bukareszt | Stadionul Arcul de Triumf, Bukareszt |
| 14 kwietnia 201215:00 |                  | 36:19 |               | Stadionul Arcul de Triumf, Bukareszt |

| 21 kwietnia 201211:00 | CS Poli Agro Iași | 24:19 | CS Universitatea Cluj-Napoca | Stadionul Tepro, Jassy |
| 21 kwietnia 201211:00 |                   | 24:19 |                              | Stadionul Tepro, Jassy |

| 21 kwietnia 201215:00 | CSM Bukareszt | 10:20 | CSM Universitatea Baia Mare | Stadionul Olimpia, Bukareszt |
| 21 kwietnia 201215:00 |               | 10:20 |                             | Stadionul Olimpia, Bukareszt |

| 22 kwietnia 201211:00 | RCJ Farul Constanța | 18:22 | RCM Timișoara | Stadionul Mihai Naca, Konstanca |
| 22 kwietnia 201211:00 |                     | 18:22 |               | Stadionul Mihai Naca, Konstanca |

| 22 kwietnia 201215:00 | Dinamo Bukareszt | 31:23 | Steaua Bukareszt | Stadionul Florea Dumitrache, Bukareszt |
| 22 kwietnia 201215:00 |                  | 31:23 |                  | Stadionul Florea Dumitrache, Bukareszt |

| 28 kwietnia 201211:00 | CS Poli Agro Iași | 5:49 | CSM Bukareszt | Stadionul Tepro, Jassy |
| 28 kwietnia 201211:00 |                   | 5:49 |               | Stadionul Tepro, Jassy |

| 28 kwietnia 201215:00 | CSM Universitatea Baia Mare | 40:6 | Dinamo Bukareszt | Stadionul Phoenix, Baia Mare |
| 28 kwietnia 201215:00 |                             | 40:6 |                  | Stadionul Phoenix, Baia Mare |

| 29 kwietnia 201211:00 | CS Universitatea Cluj-Napoca | 5:71 | RCM Timișoara | Parcul Sportiv Iuliu Hațieganu, Kluż-Napoka |
| 29 kwietnia 201211:00 |                              | 5:71 |               | Parcul Sportiv Iuliu Hațieganu, Kluż-Napoka |

| 29 kwietnia 201215:00 | Steaua Bukareszt | 29:19 | RCJ Farul Constanța | Stadionul Arcul de Triumf, Bukareszt |
| 29 kwietnia 201215:00 |                  | 29:19 |                     | Stadionul Arcul de Triumf, Bukareszt |

| 5 maja 201210:00 | Dinamo Bukareszt | 66:3 | CS Poli Agro Iași | Stadionul Florea Dumitrache, Bukareszt |
| 5 maja 201210:00 |                  | 66:3 |                   | Stadionul Florea Dumitrache, Bukareszt |

| 5 maja 201215:00 | RCM Timișoara | 19:15 | Steaua Bukareszt | Stadionul Gheorghe Rășcanu, Timișoara |
| 5 maja 201215:00 |               | 19:15 |                  | Stadionul Gheorghe Rășcanu, Timișoara |

| 5 maja 201217:00 | CSM Bukareszt | 60:3 | CS Universitatea Cluj-Napoca | Stadionul Olimpia, Bukareszt |
| 5 maja 201217:00 |               | 60:3 |                              | Stadionul Olimpia, Bukareszt |

| 6 maja 201215:00 | RCJ Farul Constanța | 17:11 | CSM Universitatea Baia Mare | Stadionul Mihai Naca, Konstanca |
| 6 maja 201215:00 |                     | 17:11 |                             | Stadionul Mihai Naca, Konstanca |

| 12 maja 201210:00 | CS Universitatea Cluj-Napoca | 10:50 | Steaua Bukareszt | Parcul Sportiv Iuliu Hațieganu, Kluż-Napoka |
| 12 maja 201210:00 |                              | 10:50 |                  | Parcul Sportiv Iuliu Hațieganu, Kluż-Napoka |

| 12 maja 201215:00 | CSM Bukareszt | 16:22 | Dinamo Bukareszt | Stadionul Olimpia, Bukareszt |
| 12 maja 201215:00 |               | 16:22 |                  | Stadionul Olimpia, Bukareszt |

| 13 maja 201210:00 | CS Poli Agro Iași | 5:33 | RCJ Farul Constanța | Stadionul Tepro, Jassy |
| 13 maja 201210:00 |                   | 5:33 |                     | Stadionul Tepro, Jassy |

| 13 maja 201215:00 | CSM Universitatea Baia Mare | 19:7 | RCM Timișoara | Stadionul Phoenix, Baia Mare |
| 13 maja 201215:00 |                             | 19:7 |               | Stadionul Phoenix, Baia Mare |

| 23 maja 201210:00 | RCM Timișoara | 76:0 | CS Poli Agro Iași | Stadionul Gheorghe Rășcanu, Timișoara |
| 23 maja 201210:00 |               | 76:0 |                   | Stadionul Gheorghe Rășcanu, Timișoara |

| 23 maja 201216:00 | Dinamo Bukareszt | 40:20 | CS Universitatea Cluj-Napoca | Stadionul Florea Dumitrache, Bukareszt |
| 23 maja 201216:00 |                  | 40:20 |                              | Stadionul Florea Dumitrache, Bukareszt |

| 23 maja 201217:00 | Steaua Bukareszt | 21:22 | CSM Universitatea Baia Mare | Stadionul Arcul de Triumf, Bukareszt |
| 23 maja 201217:00 |                  | 21:22 |                             | Stadionul Arcul de Triumf, Bukareszt |

| 23 maja 201218:00 | RCJ Farul Constanța | 25:11 | CSM Bukareszt | Stadionul Mihai Naca, Konstanca |
| 23 maja 201218:00 |                     | 25:11 |               | Stadionul Mihai Naca, Konstanca |

| 26 maja 201215:00 | Steaua Bukareszt | 48:0 | CS Poli Agro Iași | Stadionul Arcul de Triumf, Bukareszt |
| 26 maja 201215:00 |                  | 48:0 |                   | Stadionul Arcul de Triumf, Bukareszt |

| 26 maja 201217:00 | CSM Universitatea Baia Mare | 52:0 | CS Universitatea Cluj-Napoca | Stadionul Phoenix, Baia Mare |
| 26 maja 201217:00 |                             | 52:0 |                              | Stadionul Phoenix, Baia Mare |

| 27 maja 201210:00 | RCM Timișoara | 24:13 | CSM Bukareszt | Stadionul Gheorghe Rășcanu, Timișoara |
| 27 maja 201210:00 |               | 24:13 |               | Stadionul Gheorghe Rășcanu, Timișoara |

| 27 maja 201215:00 | RCJ Farul Constanța | 18:15 | Dinamo Bukareszt | Stadionul Mihai Naca, Konstanca |
| 27 maja 201215:00 |                     | 18:15 |                  | Stadionul Mihai Naca, Konstanca |

| 2 czerwca 201211:00 | CS Poli Agro Iași | 11:64 | CSM Universitatea Baia Mare | Stadionul Tepro, Jassy |
| 2 czerwca 201211:00 |                   | 11:64 |                             | Stadionul Tepro, Jassy |

| 2 czerwca 201217:00 | Dinamo Bukareszt | 19:12 | RCM Timișoara | Stadionul Florea Dumitrache, Bukareszt |
| 2 czerwca 201217:00 |                  | 19:12 |               | Stadionul Florea Dumitrache, Bukareszt |

| 3 czerwca 201210:00 | RCJ Farul Constanța | 52:15 | CS Universitatea Cluj-Napoca | Stadionul Mihai Naca, Konstanca |
| 3 czerwca 201210:00 |                     | 52:15 |                              | Stadionul Mihai Naca, Konstanca |

| 3 czerwca 201217:00 | CSM Bukareszt | 20:39 | Steaua Bukareszt | Stadionul Olimpia, Bukareszt |
| 3 czerwca 201217:00 |               | 20:39 |                  | Stadionul Olimpia, Bukareszt |

| 25 lipca 201210:00 | CSM Universitatea Baia Mare | 45:22 | CSM Bukareszt | Stadionul Phoenix, Baia Mare |
| 25 lipca 201210:00 |                             | 45:22 |               | Stadionul Phoenix, Baia Mare |

| 25 lipca 201210:00 | CS Universitatea Cluj-Napoca | 21:5 | CS Poli Agro Iași | Parcul Sportiv Iuliu Hațieganu, Kluż-Napoka |
| 25 lipca 201210:00 |                              | 21:5 |                   | Parcul Sportiv Iuliu Hațieganu, Kluż-Napoka |

| 25 lipca 201210:30 | RCM Timișoara | 29:7 | RCJ Farul Constanța | Stadionul Gheorghe Rășcanu, Timișoara |
| 25 lipca 201210:30 |               | 29:7 |                     | Stadionul Gheorghe Rășcanu, Timișoara |

| 25 lipca 201218:00 | Steaua Bukareszt | 34:12 | Dinamo Bukareszt | Stadionul Arcul de Triumf, Bukareszt |
| 25 lipca 201218:00 |                  | 34:12 |                  | Stadionul Arcul de Triumf, Bukareszt |

| 29 lipca 201210:00 | RCJ Farul Constanța | 17:22 | Steaua Bukareszt | Stadionul Mihai Naca, Konstanca |
| 29 lipca 201210:00 |                     | 17:22 |                  | Stadionul Mihai Naca, Konstanca |

| 29 lipca 201210:00 | RCM Timișoara | 27:0 | CS Universitatea Cluj-Napoca | Stadionul Gheorghe Rășcanu, Timișoara |
| 29 lipca 201210:00 |               | 27:0 |                              | Stadionul Gheorghe Rășcanu, Timișoara |

| 29 lipca 201210:00 | CSM Bukareszt | 73:13 | CS Poli Agro Iași | Stadionul Olimpia, Bukareszt |
| 29 lipca 201210:00 |               | 73:13 |                   | Stadionul Olimpia, Bukareszt |

| 29 lipca 201216:00 | Dinamo Bukareszt | 11:31 | CSM Universitatea Baia Mare | Stadionul Florea Dumitrache, Bukareszt |
| 29 lipca 201216:00 |                  | 11:31 |                             | Stadionul Florea Dumitrache, Bukareszt |

| 3 sierpnia 201210:00 | CSM Universitatea Baia Mare | 39:23 | RCJ Farul Constanța | Stadionul Phoenix, Baia Mare |
| 3 sierpnia 201210:00 |                             | 39:23 |                     | Stadionul Phoenix, Baia Mare |

| 3 sierpnia 201210:00 | CS Poli Agro Iași | 11:46 | Dinamo Bukareszt | Stadionul Tepro, Jassy |
| 3 sierpnia 201210:00 |                   | 11:46 |                  | Stadionul Tepro, Jassy |

| 3 sierpnia 201210:00 | CS Universitatea Cluj-Napoca | 3:31 | CSM Bukareszt | Parcul Sportiv Iuliu Hațieganu, Kluż-Napoka |
| 3 sierpnia 201210:00 |                              | 3:31 |               | Parcul Sportiv Iuliu Hațieganu, Kluż-Napoka |

| 3 sierpnia 201218:30 | Steaua Bukareszt | 25:30 | RCM Timișoara | Stadionul Arcul de Triumf, Bukareszt |
| 3 sierpnia 201218:30 |                  | 25:30 |               | Stadionul Arcul de Triumf, Bukareszt |

| 8 sierpnia 201210:00 | RCJ Farul Constanța | 96:9 | CS Poli Agro Iași | Stadionul Mihai Naca, Konstanca |
| 8 sierpnia 201210:00 |                     | 96:9 |                   | Stadionul Mihai Naca, Konstanca |

| 8 sierpnia 201218:00 | RCM Timișoara | 29:7 | CSM Universitatea Baia Mare | Stadionul Gheorghe Rășcanu, Timișoara |
| 8 sierpnia 201218:00 |               | 29:7 |                             | Stadionul Gheorghe Rășcanu, Timișoara |

| 8 sierpnia 201218:00 | Dinamo Bukareszt | 7:13 | CSM Bukareszt | Stadionul Florea Dumitrache, Bukareszt |
| 8 sierpnia 201218:00 |                  | 7:13 |               | Stadionul Florea Dumitrache, Bukareszt |

| 8 sierpnia 201218:30 | Steaua Bukareszt | 48:8 | CS Universitatea Cluj-Napoca | Stadionul Arcul de Triumf, Bukareszt |
| 8 sierpnia 201218:30 |                  | 48:8 |                              | Stadionul Arcul de Triumf, Bukareszt |

| 11 sierpnia 201210:00 | CS Poli Agro Iași | 20:26 | RCM Timișoara | Stadionul Tepro, Jassy |
| 11 sierpnia 201210:00 |                   | 20:26 |               | Stadionul Tepro, Jassy |

| 12 sierpnia 201210:00 | CSM Universitatea Baia Mare | 19:7 | Steaua Bukareszt | Stadionul Phoenix, Baia Mare |
| 12 sierpnia 201210:00 |                             | 19:7 |                  | Stadionul Phoenix, Baia Mare |

| 12 sierpnia 201210:00 | CS Universitatea Cluj-Napoca | 18:19 | Dinamo Bukareszt | Parcul Sportiv Iuliu Hațieganu, Kluż-Napoka |
| 12 sierpnia 201210:00 |                              | 18:19 |                  | Parcul Sportiv Iuliu Hațieganu, Kluż-Napoka |

| 12 sierpnia 201218:00 | CSM Bukareszt | 31:30 | RCJ Farul Constanța | Stadionul Olimpia, Bukareszt |
| 12 sierpnia 201218:00 |               | 31:30 |                     | Stadionul Olimpia, Bukareszt |

## Druga faza

### Play-off
| 18 sierpnia 201210:00 | RCJ Farul Constanța | 30:13 | CSM Universitatea Baia Mare | Stadionul Mihai Naca, Konstanca |
| 18 sierpnia 201210:00 |                     | 30:13 |                             | Stadionul Mihai Naca, Konstanca |

| 19 sierpnia 201218:00 | Steaua Bukareszt | 23:17 | RCM Timișoara | Stadionul Arcul de Triumf, Bukareszt |
| 19 sierpnia 201218:00 |                  | 23:17 |               | Stadionul Arcul de Triumf, Bukareszt |

| 25 sierpnia 201210:00 | CSM Universitatea Baia Mare | 43:16 | Steaua Bukareszt | Stadionul Phoenix, Baia Mare |
| 25 sierpnia 201210:00 |                             | 43:16 |                  | Stadionul Phoenix, Baia Mare |

| 26 sierpnia 201218:00 | RCJ Farul Constanța | 6:40 | RCM Timișoara | Stadionul Mihai Naca, Konstanca |
| 26 sierpnia 201218:00 |                     | 6:40 |               | Stadionul Mihai Naca, Konstanca |

| 1 września 201210:00 | RCM Timișoara | 19:13 | CSM Universitatea Baia Mare | Stadionul Gheorghe Rășcanu, Timișoara |
| 1 września 201210:00 |               | 19:13 |                             | Stadionul Gheorghe Rășcanu, Timișoara |

| 2 września 201216:00 | Steaua Bukareszt | 27:33 | RCJ Farul Constanța | Stadionul Arcul de Triumf, Bukareszt |
| 2 września 201216:00 |                  | 27:33 |                     | Stadionul Arcul de Triumf, Bukareszt |

| 9 września 201210:00 | CSM Universitatea Baia Mare | 29:20 | RCJ Farul Constanța | Stadionul Phoenix, Baia Mare |
| 9 września 201210:00 |                             | 29:20 |                     | Stadionul Phoenix, Baia Mare |

| 9 września 201216:00 | RCM Timișoara | 27:20 | Steaua Bukareszt | Stadionul Gheorghe Rășcanu, Timișoara |
| 9 września 201216:00 |               | 27:20 |                  | Stadionul Gheorghe Rășcanu, Timișoara |

| 15 września 201210:00 | RCM Timișoara | 22:16 | RCJ Farul Constanța | Stadionul Gheorghe Rășcanu, Timișoara |
| 15 września 201210:00 |               | 22:16 |                     | Stadionul Gheorghe Rășcanu, Timișoara |

| 16 września 201216:00 | Steaua Bukareszt | 16:22 | CSM Universitatea Baia Mare | Stadionul Arcul de Triumf, Bukareszt |
| 16 września 201216:00 |                  | 16:22 |                             | Stadionul Arcul de Triumf, Bukareszt |

| 23 września 201216:00 | RCJ Farul Constanța | 43:31 | Steaua Bukareszt | Stadionul Mihai Naca, Konstanca |
| 23 września 201216:00 |                     | 43:31 |                  | Stadionul Mihai Naca, Konstanca |

| 23 września 201216:00 | CSM Universitatea Baia Mare | 24:9 | RCM Timișoara | Stadionul Phoenix, Baia Mare |
| 23 września 201216:00 |                             | 24:9 |               | Stadionul Phoenix, Baia Mare |

### Play-out
W trzeciej kolejce drużyna CS Poli Agro Iași nie mogła skompletować składu, za co została ukarana walkowerem oraz punktem karnym, ich przeciwnicy, CS Universitatea Cluj-Napoca, otrzymali natomiast zwycięstwo z bonusowym punktem.
| 18 sierpnia 201210:00 | CS Poli Agro Iași | 8:53 | Dinamo Bukareszt | Stadionul Tepro, Jassy |
| 18 sierpnia 201210:00 |                   | 8:53 |                  | Stadionul Tepro, Jassy |

| 19 sierpnia 201210:00 | CS Universitatea Cluj-Napoca | 17:40 | CSM Bukareszt | Parcul Sportiv Iuliu Hațieganu, Kluż-Napoka |
| 19 sierpnia 201210:00 |                              | 17:40 |               | Parcul Sportiv Iuliu Hațieganu, Kluż-Napoka |

| 25 sierpnia 201218:00 | Dinamo Bukareszt | 29:10 | CS Universitatea Cluj-Napoca | Stadionul Florea Dumitrache, Bukareszt |
| 25 sierpnia 201218:00 |                  | 29:10 |                              | Stadionul Florea Dumitrache, Bukareszt |

| 26 sierpnia 201210:00 | CS Poli Agro Iași | 15:36 | CSM Bukareszt | Stadionul Tepro, Jassy |
| 26 sierpnia 201210:00 |                   | 15:36 |               | Stadionul Tepro, Jassy |

| 1 września 201200:00 | CS Universitatea Cluj-Napoca | 5:0 (wo.) | CS Poli Agro Iași | Parcul Sportiv Iuliu Hațieganu, Kluż-Napoka |
| 1 września 201200:00 |                              | 5:0 (wo.) |                   | Parcul Sportiv Iuliu Hațieganu, Kluż-Napoka |

| 2 września 201210:00 | CSM Bukareszt | 22:22 | Dinamo Bukareszt | Stadionul Olimpia, Bukareszt |
| 2 września 201210:00 |               | 22:22 |                  | Stadionul Olimpia, Bukareszt |

| 8 września 201210:00 | CSM Bukareszt | 57:14 | CS Universitatea Cluj-Napoca | Stadionul Olimpia, Bukareszt |
| 8 września 201210:00 |               | 57:14 |                              | Stadionul Olimpia, Bukareszt |

| 8 września 201210:00 | Dinamo Bukareszt | 49:24 | CS Poli Agro Iași | Stadionul Florea Dumitrache, Bukareszt |
| 8 września 201210:00 |                  | 49:24 |                   | Stadionul Florea Dumitrache, Bukareszt |

| 15 września 201210:00 | CSM Bukareszt | 64:15 | CS Poli Agro Iași | Stadionul Olimpia, Bukareszt |
| 15 września 201210:00 |               | 64:15 |                   | Stadionul Olimpia, Bukareszt |

| 16 września 201210:00 | CS Universitatea Cluj-Napoca | 14:24 | Dinamo Bukareszt | Parcul Sportiv Iuliu Hațieganu, Kluż-Napoka |
| 16 września 201210:00 |                              | 14:24 |                  | Parcul Sportiv Iuliu Hațieganu, Kluż-Napoka |

| 22 września 201210:00 | CS Poli Agro Iași | 20:24 | CS Universitatea Cluj-Napoca | Stadionul Tepro, Jassy |
| 22 września 201210:00 |                   | 20:24 |                              | Stadionul Tepro, Jassy |

| 22 września 201216:00 | Dinamo Bukareszt | 23:14 | CSM Bukareszt | Stadionul Florea Dumitrache, Bukareszt |
| 22 września 201216:00 |                  | 23:14 |               | Stadionul Florea Dumitrache, Bukareszt |

## Faza pucharowa

### Play-out
|  |                              |                              |               |                     |    |                  |                  |       |
|  | Półfinały                    | Półfinały                    | Półfinały     |                     |    | Finał            | Finał            | Finał |
|  | Półfinały                    | Półfinały                    | Półfinały     |                     |    | Finał            | Finał            | Finał |
|  | 29 września 2012             |                              |               |                     |    |                  |                  |       |
|  |                              |                              |               |                     |    |                  |                  |       |
|  | Dinamo Bukareszt             | Dinamo Bukareszt             | 41            |                     |    |                  |                  |       |
|  | Dinamo Bukareszt             | Dinamo Bukareszt             | 41            | 6 października 2012 |    |                  |                  |       |
|  | CS Poli Agro Iași            | CS Poli Agro Iași            | 8             |                     |    |                  |                  |       |
|  | CS Poli Agro Iași            | CS Poli Agro Iași            | 8             |                     |    | Dinamo Bukareszt | Dinamo Bukareszt | 24    |
|  | 29 września 2012             |                              |               |                     |    | Dinamo Bukareszt | Dinamo Bukareszt | 24    |
|  |                              |                              | CSM Bukareszt | CSM Bukareszt       | 36 |                  |                  |       |
|  | CSM Bukareszt                | CSM Bukareszt                | CSM Bukareszt | CSM Bukareszt       | 36 | 38               |                  |       |
|  | CSM Bukareszt                | CSM Bukareszt                |               |                     |    |                  |                  |       |
|  | CS Universitatea Cluj-Napoca | CS Universitatea Cluj-Napoca | 8             |                     |    |                  |                  |       |
|  | CS Universitatea Cluj-Napoca | CS Universitatea Cluj-Napoca | 8             | Mecz o 3. miejsce   |    |                  |                  |       |
|  |                              |                              |               |                     |    |                  |                  |       |
|  | 6 października 2012          |                              |               |                     |    |                  |                  |       |
|  |                              |                              |               |                     |    |                  |                  |       |
|  | CS Poli Agro Iași            | CS Poli Agro Iași            | 27            |                     |    |                  |                  |       |
|  | CS Poli Agro Iași            | CS Poli Agro Iași            | 27            |                     |    |                  |                  |       |
|  | CS Universitatea Cluj-Napoca | CS Universitatea Cluj-Napoca | 36            |                     |    |                  |                  |       |
|  | CS Universitatea Cluj-Napoca | CS Universitatea Cluj-Napoca | 36            |                     |    |                  |                  |       |

| 29 września 201210:00 | Dinamo Bukareszt | 41:8 | CS Poli Agro Iași | Stadionul Florea Dumitrache, Bukareszt |
| 29 września 201210:00 |                  | 41:8 |                   | Stadionul Florea Dumitrache, Bukareszt |

| 29 września 201216:00 | CSM Bukareszt | 38:8 | CS Universitatea Cluj-Napoca | Stadionul Olimpia, Bukareszt |
| 29 września 201216:00 |               | 38:8 |                              | Stadionul Olimpia, Bukareszt |

| 6 października 201216:00 | Dinamo Bukareszt | 24:36 | CSM Bukareszt | Stadionul Arcul de Triumf, Bukareszt |
| 6 października 201216:00 |                  | 24:36 |               | Stadionul Arcul de Triumf, Bukareszt |

| 6 października 201213:00 | CS Poli Agro Iași | 27:36 | CS Universitatea Cluj-Napoca | Stadionul Arcul de Triumf, Bukareszt |
| 6 października 201213:00 |                   | 27:36 |                              | Stadionul Arcul de Triumf, Bukareszt |

### Play-off
|  |                             |                             |               |                     |    |                             |                             |       |
|  | Półfinały                   | Półfinały                   | Półfinały     |                     |    | Finał                       | Finał                       | Finał |
|  | Półfinały                   | Półfinały                   | Półfinały     |                     |    | Finał                       | Finał                       | Finał |
|  | 30 września 2012            |                             |               |                     |    |                             |                             |       |
|  |                             |                             |               |                     |    |                             |                             |       |
|  | CSM Universitatea Baia Mare | CSM Universitatea Baia Mare | 24            |                     |    |                             |                             |       |
|  | CSM Universitatea Baia Mare | CSM Universitatea Baia Mare | 24            | 7 października 2012 |    |                             |                             |       |
|  | Steaua Bukareszt            | Steaua Bukareszt            | 20            |                     |    |                             |                             |       |
|  | Steaua Bukareszt            | Steaua Bukareszt            | 20            |                     |    | CSM Universitatea Baia Mare | CSM Universitatea Baia Mare | 6     |
|  | 30 września 2012            |                             |               |                     |    | CSM Universitatea Baia Mare | CSM Universitatea Baia Mare | 6     |
|  |                             |                             | RCM Timișoara | RCM Timișoara       | 16 |                             |                             |       |
|  | RCM Timișoara               | RCM Timișoara               | RCM Timișoara | RCM Timișoara       | 16 | 68                          |                             |       |
|  | RCM Timișoara               | RCM Timișoara               |               |                     |    |                             |                             |       |
|  | RCJ Farul Constanța         | RCJ Farul Constanța         | 13            |                     |    |                             |                             |       |
|  | RCJ Farul Constanța         | RCJ Farul Constanța         | 13            | Mecz o 3. miejsce   |    |                             |                             |       |
|  |                             |                             |               |                     |    |                             |                             |       |
|  | 7 października 2012         |                             |               |                     |    |                             |                             |       |
|  |                             |                             |               |                     |    |                             |                             |       |
|  | Steaua Bukareszt            | Steaua Bukareszt            | 36            |                     |    |                             |                             |       |
|  | Steaua Bukareszt            | Steaua Bukareszt            | 36            |                     |    |                             |                             |       |
|  | RCJ Farul Constanța         | RCJ Farul Constanța         | 20            |                     |    |                             |                             |       |
|  | RCJ Farul Constanța         | RCJ Farul Constanța         | 20            |                     |    |                             |                             |       |

| 30 września 201211:00 | CSM Universitatea Baia Mare | 24:20 | Steaua Bukareszt | Lascăr Ghineţ, Baia Mare |
| 30 września 201211:00 |                             | 24:20 |                  | Lascăr Ghineţ, Baia Mare |

| 30 września 201216:00 | RCM Timișoara | 68:13 | RCJ Farul Constanța | Stadionul Gheorghe Rășcanu, Timișoara |
| 30 września 201216:00 |               | 68:13 |                     | Stadionul Gheorghe Rășcanu, Timișoara |

| 7 października 201216:00 | CSM Universitatea Baia Mare | 6:16 | RCM Timișoara | Stadionul Arcul de Triumf, Bukareszt Sędzia: Salem Attalan |
| 7 października 201216:00 |                             | 6:16 |               | Stadionul Arcul de Triumf, Bukareszt Sędzia: Salem Attalan |

| 7 października 201214:00 | Steaua Bukareszt | 36:20 | RCJ Farul Constanța | Stadionul Arcul de Triumf, Bukareszt |
| 7 października 201214:00 |                  | 36:20 |                     | Stadionul Arcul de Triumf, Bukareszt |

## Klasyfikacja końcowa
| Miejsce | Reprezentacja                | Uwagi                       |
| ------- | ---------------------------- | --------------------------- |
| 1       | RCM Timișoara                | złoto                       |
| 2       | CSM Universitatea Baia Mare  | srebro                      |
| 3       | Steaua Bukareszt             | brąz                        |
| 4       | RCJ Farul Constanța          | -                           |
| 5       | CSM Bukareszt                | -                           |
| 6       | Dinamo Bukareszt             | -                           |
| 7       | CS Universitatea Cluj-Napoca | spadek do Divizia Națională |
| 8       | CS Poli Agro Iași            | spadek do Divizia Națională |